# Українсько-грецькі відносини
Українсько-грецькі відносини — відносини між Україною та Грецькою Республікою.
Греція визнала незалежну Україну 31 грудня 1991 року. Обидві країни встановили дипломатичні відносини в 1992 році. Греція відкрила посольство в Києві в 1993, генеральні консульства діють у Маріуполі та Одесі. Україна відкрила посольство в Афінах, а з квітня 2004 року діє генеральне консульство в Салоніках. Обидві країни — повноправні члени Організації з безпеки і співробітництва в Європі та Організації Чорноморського економічного співробітництва.
Важливий фактор зміцнення дружніх відносин — інтенсивні гуманітарні зв'язки та наявність української громади в Греції та грецької громади в Україні. За даними перепису 2001 в Україні мешкає 91,5 тисяч етнічних греків, з них 77,5 у Приазов'ї, Донецька область (див. румеї та уруми).
Громадяни Греції та України мають право безвізового в'їзду в Україну та в Грецію відповідно до 90 діб впродовж 180 діб.

## Договірно-правова база відносин
Договірно-правова база становить 32 двосторонніх документи, які підписані та набули чинності.
- 15.01.92 — Протокол про встановлення дипломатичних відносин між Україною і Грецькою Республікою.
- 15.01.92 — Протокол про консультації між МЗС Грецької Республіки і МЗС України.
- 15.01.92 — Угода між Урядом України та Урядом Грецької Республіки про економічне, промислове та науково-технічне співробітництво.
- 01.09.94 — Угода між Урядом України та Урядом Грецької Республіки про створення міжурядової спільної робочої групи з економічного, промислового, технічного і наукового співробітництва.
- 11.11.96 — Угода про дружбу і співробітництво між Києвом та Афінами.
- 11.96 — Угода між Урядом України і Урядом Грецької Республіки про співробітництво у галузі культури, освіти і науки.
- 04.12.96 — Угода між Урядом України та Урядом Грецької Республіки про сприяння та взаємний захист інвестицій.
- 08.09.97 — Меморандум між Міністерством зовнішніх економічних зв'язків і торгівлі України, Національною організацією міжнародних торгових ярмарок Греції та Грецько-українським товариством про сприяння торгівлі та інвестиціям.
- 23.09.97 — Угода між Державним комітетом України по стандартизації, метрології та сертифікації і Організацією зі стандартизації Греції про співробітництво в галузі стандартизації, сертифікації та випробувань.
- 06.10.97 — Угода між Міністерством оборони України та Міністерством національної оборони Грецької Республіки про військове співробітництво.
- 15.12.97 — Протокол з консульських відносин між Урядом України і Урядом Грецької Республіки.
- 05.98 — Угода про співробітництво між Київським національним університетом ім. Т. Г. Шевченка та Афінським університетом.
- 22.06.98 — Угода між Урядом України і Урядом Грецької Республіки про співробітництво в галузі туризму.
- 01.07.98 — Договір про дружбу і співробітництво між Україною та Грецькою Республікою.
- 15.08.99 — Угода між Україною та Грецькою Республікою з економічного та науково-технічного співробітництва в галузі сільського господарства.
- 10.02.00 — Угода між Урядом України і Урядом Грецької Республіки про міжнародні автомобільні перевезення пасажирів і вантажів.
- 06.11.00 — Угода між Кабінетом Міністрів України та Урядом Грецької Республіки про морське торговельне судноплавство.
- 24.04.01 — Угода про співробітництво між Національною телекомпанією України і Грецькою телерадіокорпорацією.
- 05.01 — Протокол про наміри щодо співробітництва в галузі вищої освіти між Міністерством освіти та науки України та Міністерством освіти та релігій Греції.
- 05.01 — Угода про співробітництво між Київським торговельно-економічним університетом та Афінським економічним університетом.
- 07.01 — Угода між Кабінетом Міністрів України і Урядом Греції про співробітництво в митних справах.
- 07.01 — Протокол про наміри щодо співробітництва між Київською областю та областю острова Крит.
- 02.01.02 — Угода між Урядом України та Урядом Грецької Республіки про повітряний транспорт.
- 04.02 — Програма співробітництва між Урядом України та Урядом Грецької Республіки в сфері освіти, науки та культури на трирічний період.
- 15.11.02 — Угода між Кабінетом Міністрів України та Урядом Грецької Республіки про співробітництво по запобіганню нещасним випадкам на виробництві, природним лихам і обмеженню їхніх наслідків.
- 02.12.02 — Меморандум між Міністерством морського торговельного флоту Греції та Міністерством транспорту України про визнання дипломів українських моряків відповідно до Міжнародної Конвенції STCW 1978.
- 26.09.03 — Конвенція між Кабінетом Міністрів України та Урядом Грецької Республіки про уникнення подвійного оподаткування та попередження податкових ухилень стосовно податків на доходи і на майно.
- 20.05.03 — Протокол між Міністерством оборони України та Міністерством національної оборони Грецької Республіки про навчання українських військовослужбовців у військових навчальних закладах Греції.
- 06.06 — Меморандум між ТПП України та Федерацією грецької промисловості.
- 20.12.06 — Угода про співробітництво в сфері стандартизації та оцінки відповідності між Державним комітетом України з питань технічного регулювання та споживчої політики і Грецькою організацією з стандартизації (ELOT) (набула чинності з моменту підписання).
- 27.01.07 — Договір між Україною та Грецькою Республікою про правову допомогу у цивільних справах (набув чинності з моменту підписання).
- 28.11.2008 — Угода між Урядом України та Урядом Грецької Республіки про співробітництво у боротьбі з тероризмом, незаконним обігом наркотиків, організованою та іншими формами злочинності (підписана 24.04.01 р., набула чинності шляхом обміну нотами нота посольства Греції в Україні AS 569 від 07.06.2004, нота МЗС України № 72/23-612/1-3634).

## Посольства та консульства
- Посольство України в Грецькій республіці та Республіці Албанія (за сумісництвом). Послом України в Грецькій республіці та Республіці Албанія 9 червня 2010 року призначений Володимир Шкуров[6], раніше генеральний консул України в Салоніках[7]. На цій посаді він замінив Валерія Цибуха.
- Посольство Греції в Україні  Послом Греції в Україні служить з 9 вересня 2009 року Георгіос Георгунтзос[8], попередником якого був Харіс Дімітріу.
- Генеральне консульство Греції в Маріуполі З 3 жовтня 2008 року генеральним консулом Греції в Маріуполі служить Софія Маллі[9], змінивши Франгіскоса Костелленоса. Проте відносини між новим консулом та грецькою діаспорою Приазов'я розвиваються на тлі скандалів. Відтак з травня 2010 року Федерація грецьких товариств України піднімає питання про заміну консула і в бесідах з послом Греції в Україні, і на засіданнях парламентського комітету Греції у справах діаспори[10].
- Генеральне консульство Греції в Одесі З 3 жовтня 2008 року генеральним консулом Греції в Одесі служить Герасімос Даваріс[11], змінивши Іоанніса Хрістофіліса[12].

## Двосторонні політичні контакти

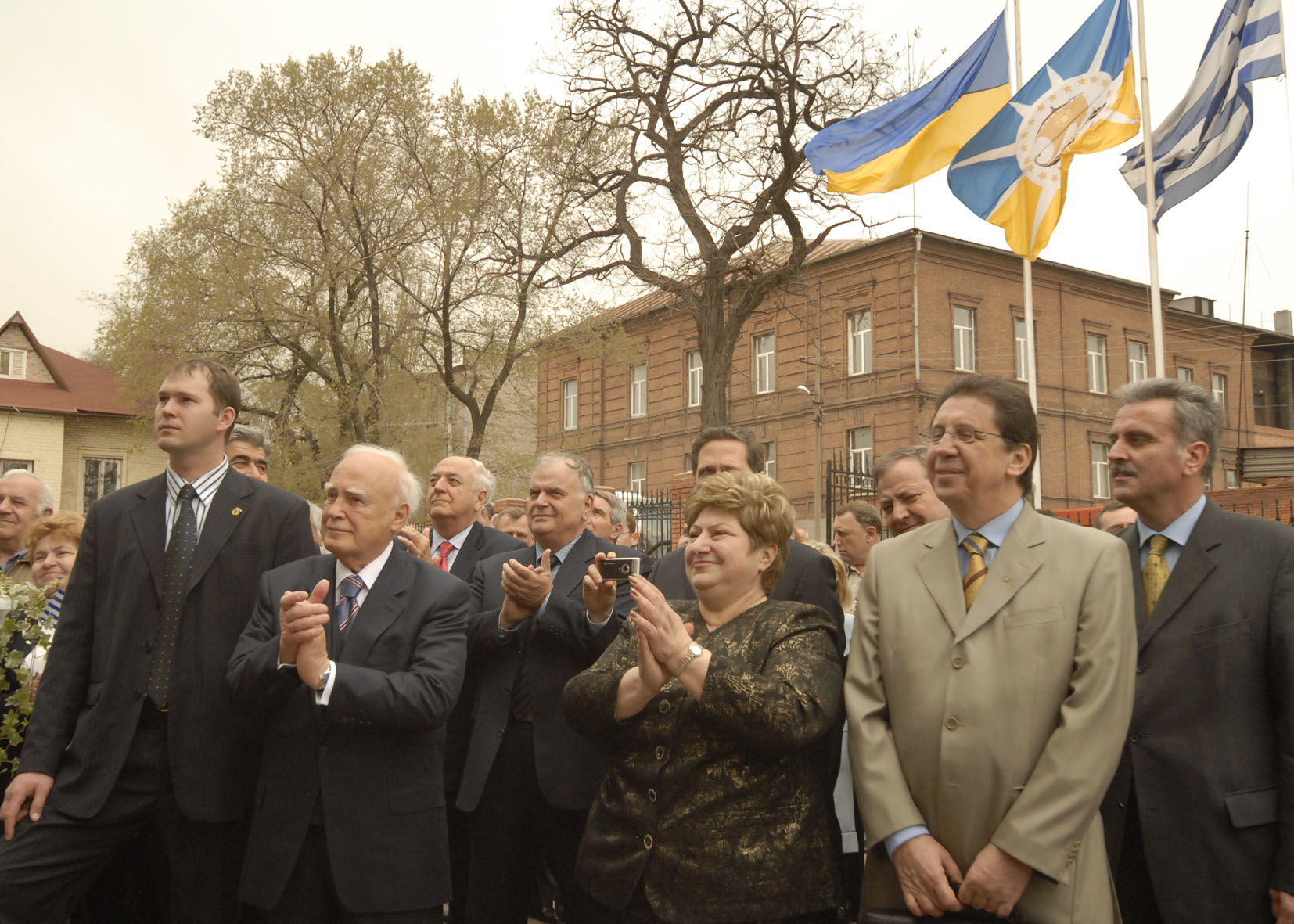
Візит Президента Греції Каролоса Папульяса в Маріуполь, 2008 рік (на фото також Олександра Проценко-Пічаджі, посол Греції в Україні Харіс Дімітріу, генеральний консул Греції в Маріуполі Франгіскос Костелланос)

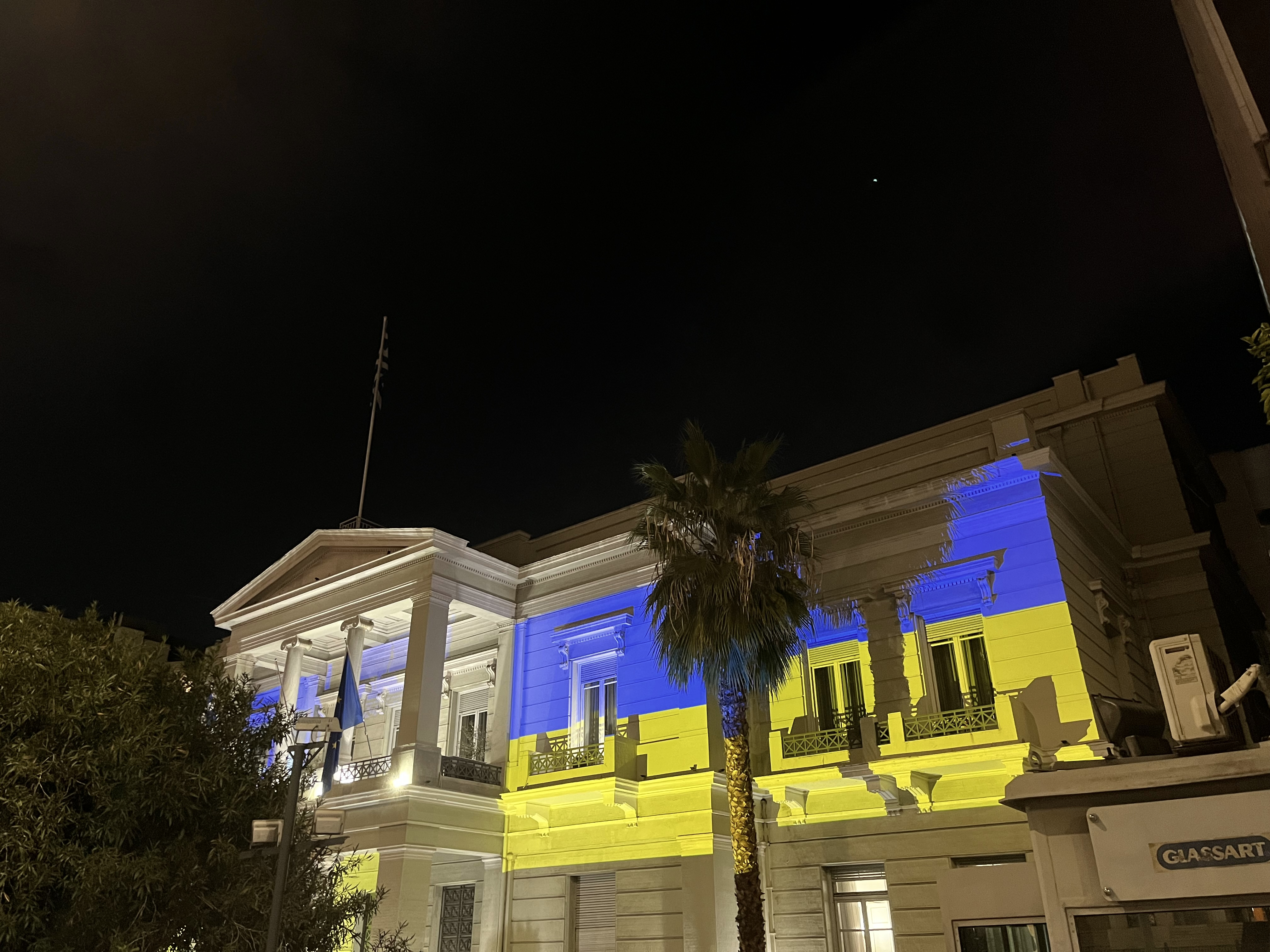

- Жовтень 1994 — робочий візит в Україну міністра закордонних справ Греції Каролоса Папуліаса[13].
- Листопад 1996 — Президент України Леонід Кучма відвідав Грецію.
- 6 — 11 жовтня 1997 — офіційний візит до Греції Міністра оборони України Олександра Кузьмука.
- Грудень 1997 — Президент Греції Константінос Стефанопулос відвідав Україну.
- 6-7 листопада 2000 — офіційний візит в Україну Міністра закордонних справ Греції Йоргоса Папандреу.
- 20-24 листопада 2000 — робочий візит до Греції Глави Адміністрації Президента України Володимира Литвина.
- Квітня 2001 — прем'єр-міністр України Віктор Ющенко відвідав Грецію.
- 17-19 квітня 2002 — офіційний візит до Греції Міністра закордонних справ України Анатолія Зленка.
- Липня 2002 — прем'єр-міністр Греції Костас Сімітіс відвідав Україну.
- 31 жовтня — 2 листопада 2002 — офіційний візит до Греції Голови Верховної Ради України Володимира Литвина.
- 7-9 квітня 2003 — робочий візит до Греції Прем'єр-міністра України Віктора Януковича.
- 29 вересня — 3 жовтня 2003 — візит до Греції Голови Державної прикордонної служби України Миколи Литвина.
- 23-26 квітня 2004 — обочий візит до Греції Міністра закордонних справ України Костантина Грищенка.
- 11-17 серпня 2004 — робочий візит до Греції в рамках участі України в Олімпійських іграх Прем'єр-міністра, Президента НОК України Віктора Януковича.
- 15-19 вересня 2004 — робочий візит до Греції в рамках участі України у 12-х Літніх Параолімпійських іграх Віце-прем'єр-міністра України Дмитра Табачника.
- 17 травня 2005 — зустріч Президента України Віктора Ющенка з прем'єр-міністром Греції Костасом Караманлісом під час Самміту РЄ у Варшаві.
- 23-25 вересня 2005 — офіційний візит заступника Міністра закордонних справ Греції Павлоса Скандалакіса у Маріуполь.
- 9 лютого 2006 — робочий візит до Греції Першого заступника Міністра закордонних справ України Антона Бутейка.
- 8 червня 2006 — візит заступника Міністра закордонних справ Грецької Республіки Е. Стиліанідіса.
- 20 вересня 2007 — Президент України Віктор Ющенко відвідав Грецію.
- 15-16 квітня 2008 — президент Греції Каролос Папуліас відвідав Україну.
- 6-7 травня 2010 — дводенний візит Президента України Віктора Януковича в Грецію[14][15][16][17].
- 24 вересня 2010 — зустріч міністра закордонних справ Греції Дімітріса Друцаса та міністра закордонних справ України Костянтина Грищенка, на якій обговорювалось питання спрощення отримання віз українськими туристами[18].